# Noruega al Festival de la Cançó d'Eurovisió Júnior
Noruega va ser un dels països fundadors que va debutar al Festival de la Cançó d'Eurovisió Júnior en 2003. Després de tres participacions, va abandonar el concurs en 2006. Noruega no ha participat al concurs des d'aleshores.

## Història
El millor resultat de Noruega al concurs va arribar el 2005, quan Malin Reitan va quedar tercer per Noruega amb la cançó "Sommer og skolefri". L'any 2006, NRK va decidir retirar-se del concurs, juntament amb SVT de Suècia i DR de Dinamarca com a protesta contra l'excés de pressió sobre els cantants. En canvi, les emissores escandinaves van reviure MGP Nordic, celebrada anteriorment l'any 2002. Noruega no ha participat en el concurs des d'aleshores. NRK, però, va enviar un observador al concurs juvenil el 2021 malgrat la seva no participació. Poc després del concurs d'aquell any, NRK va revelar que van col·laborar amb la cadena amfitriona France Télévisions a París per treballar en la producció del programa i observar de prop com ha evolucionat el concurs, plantejant preguntes sobre un possible retorn el 2022 després d'un 16- descans d'any.
El maig de 2023, l'EBU va parlar de com poden treballar per eliminar la pressió sobre els participants d'Eurovisió Junior per primera vegada des del 2005 amb l'esperança que les emissores nòrdiques, inclosa NRK, ho aprovissin. Més tard aquell mateix any, a l'octubre, la UER va llançar un protocol de seguretat i protecció infantil que pretén eliminar la pressió, amb l'esperança de recuperar els països nòrdics el 2024 i més enllà. El 26 de novembre de 2023, NRK va confirmar que emetria el concurs de 2024 i encara no ha confirmat si hi participaran o no.

## Participació
Llegenda
| Any                                   | Seu         | Artista      | Cançó                     | Lloc | Punts |
| ------------------------------------- | ----------- | ------------ | ------------------------- | ---- | ----- |
| 2003                                  | Copenhaguen | 2U           | «Sinnsykt gal forelsket»  | 13   | 18    |
| 2004                                  | Lillehammer | @lek         | «En stjerne skal jeg bli» | 13   | 12    |
| 2005                                  | Hasselt     | Malin Reitan | «Sommer og skolefri»      | 3    | 123   |
| No hi va participar entre 2006 i 2024 |             |              |                           |      |       |

## Festivals organitzats a Noruega
| Edició                                       | Ciutat seu  | Localització | Presentantdors                          |
| -------------------------------------------- | ----------- | ------------ | --------------------------------------- |
| Festival de la Cançó d'Eurovisió Junior 2004 | Lillehammer | Haakons Hall | Nadia Hasnaoui i Stian Barsnes Simonsen |